# Плінтус

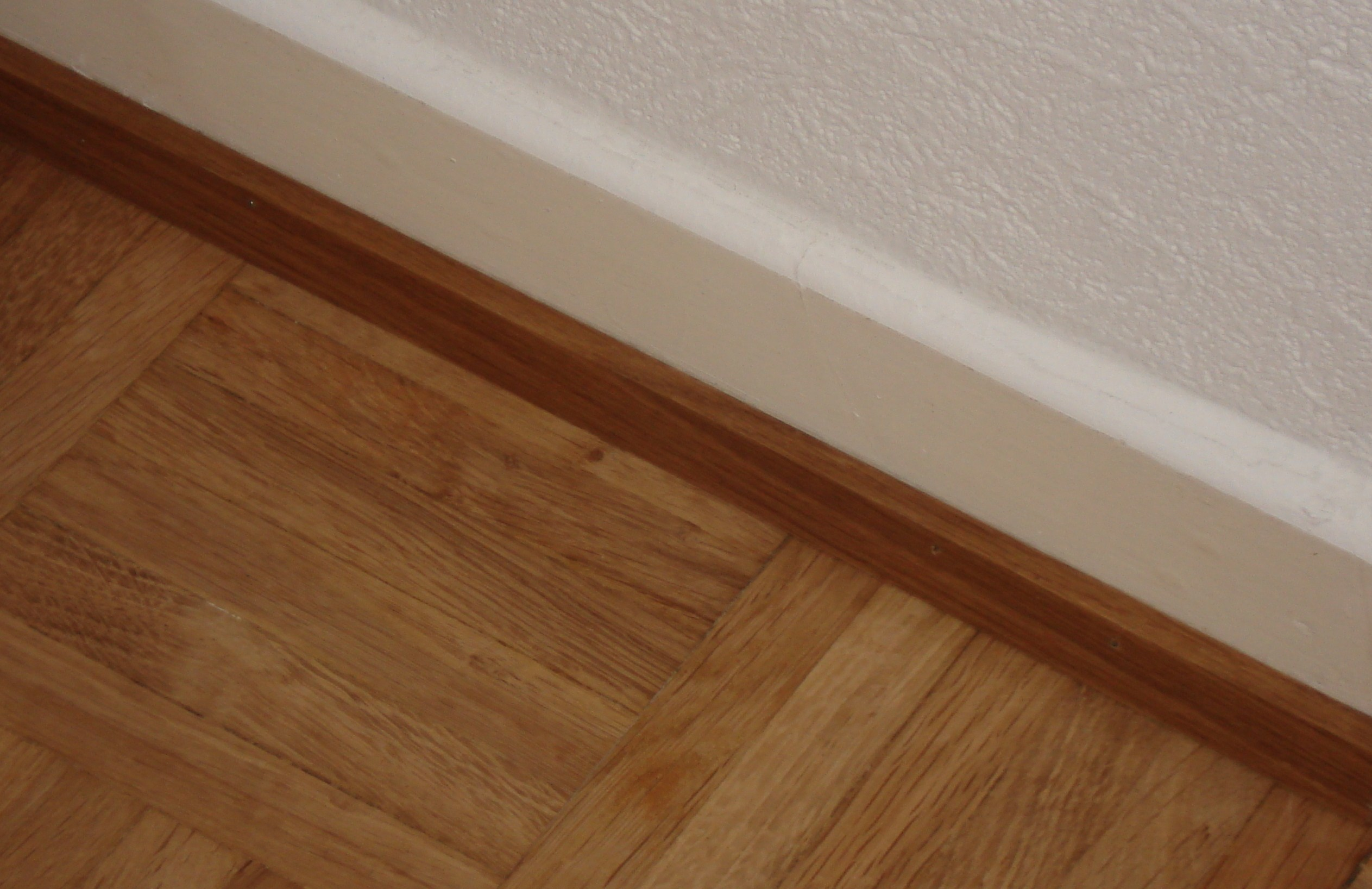
Дерев'яний плінтус

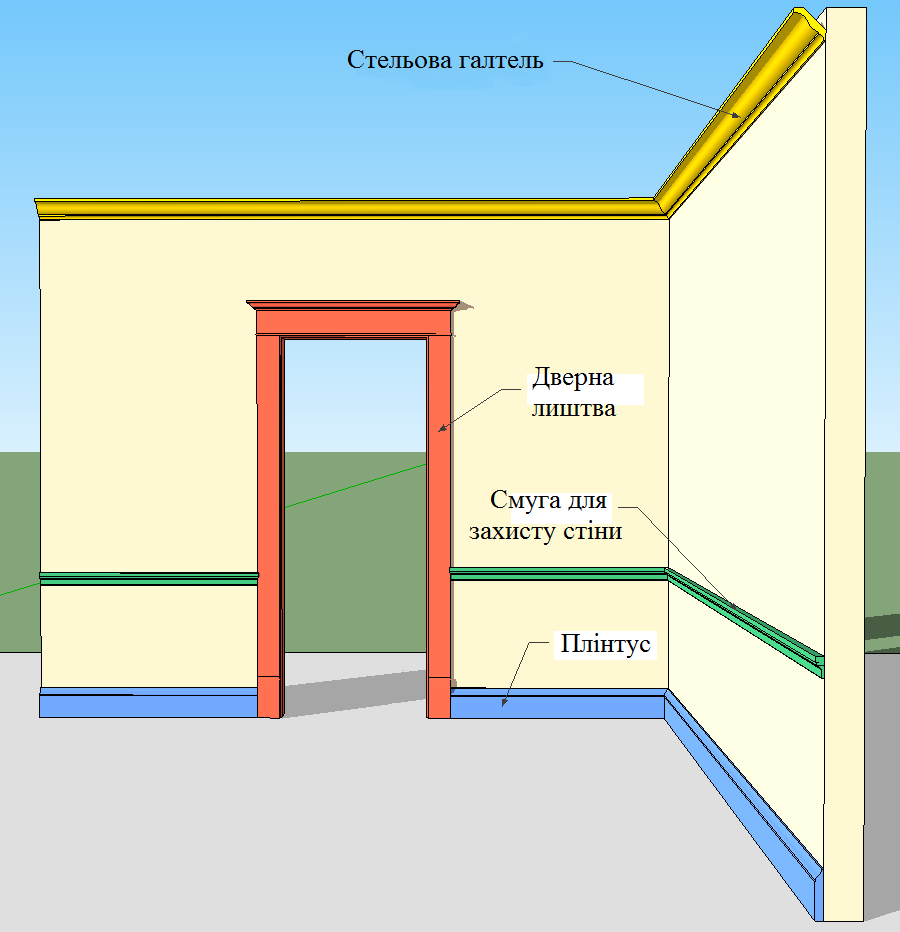
Плінтус та інші профілі в оформленні інтер'єру

Плі́нтус, пли́нтус (через лат. plinthus від грец. πλίνθος — «цегла», «плитка», «брусок», звідси також «плінфа»), галте́ль — вузька дерев'яна, пластмасова планка, рейка, чи кам'яний брусок для закривання щілин на стиках між підлогою і стіною. Візуально оформляє плавний перехід між вертикальною і горизонтальною площинами. Плінтусом (плінтом) також називається захисний або декоративний виступ нижньої кромки стіни.

## Різновиди та роботи по монтажу плінтусів

### Дерев'яний плінтус

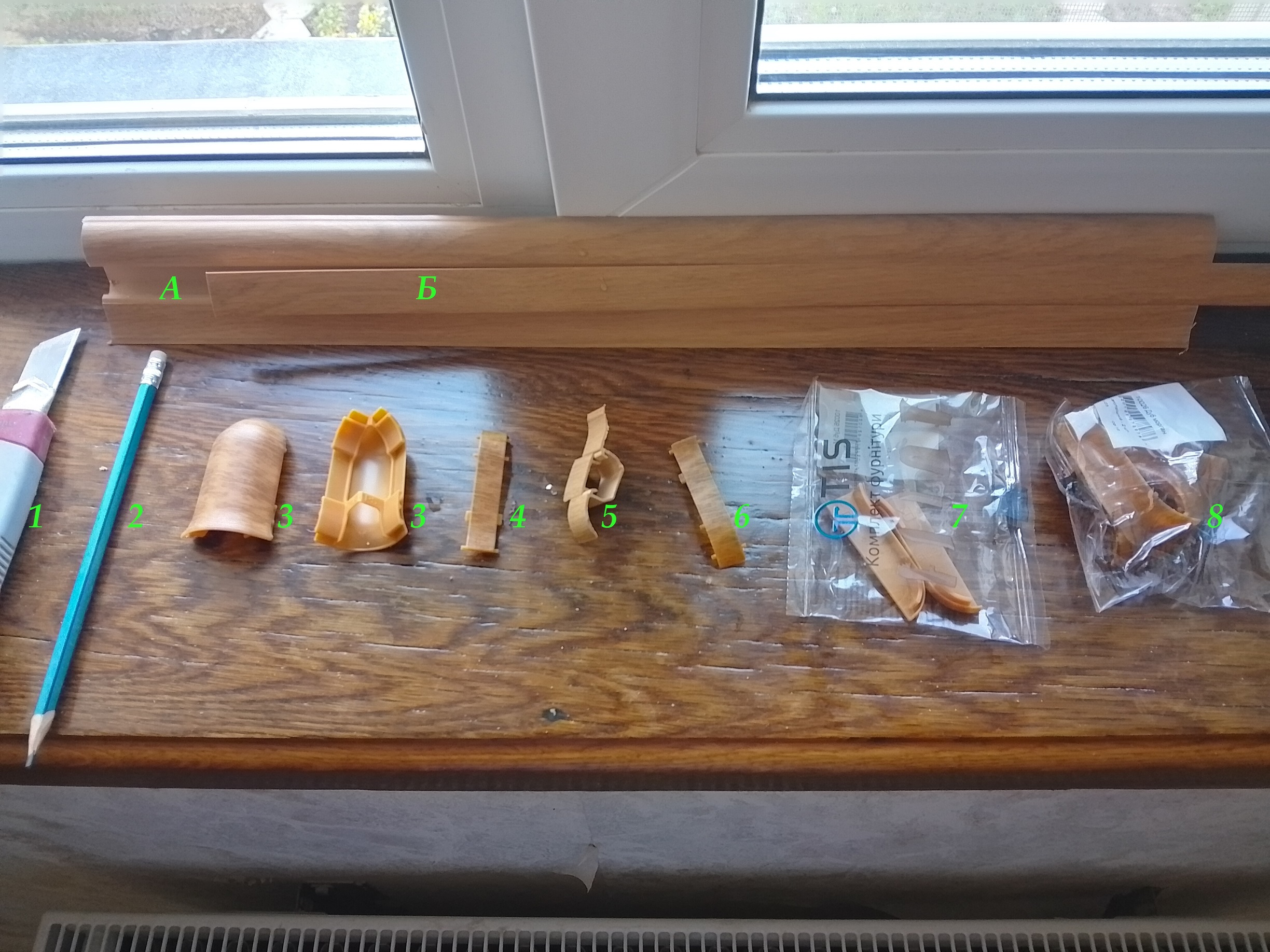
Елементи пластикового плінтусу та інструмент для роботи з ним. А — основна планка; Б — планка для монтажу і протягування кабелів; 1 — ніж канцелярський; 2 — олівець; 3 — кут зовнішній; 4,6 — з'єднання; 5 — обрізок для нарощування довжини планки; 7 — ліва та права заглушки планки; 8 — кут внутрішній

Застосовується для оздоблення дерев'яних підлог і паркету.
Для роботи потрібна ножівка з мілким зубом та стусло для запилів під 45 та 67,5 градусів .
Для монтажу плінтусу раніше використовувалися звичайні цвяхи. Зараз працюють як спеціальними двосторонніми цвяхами прихованого монтажу, так і пневмопістолетами, в яких цвяхи мають дуже маленьку і малопомітну головку.

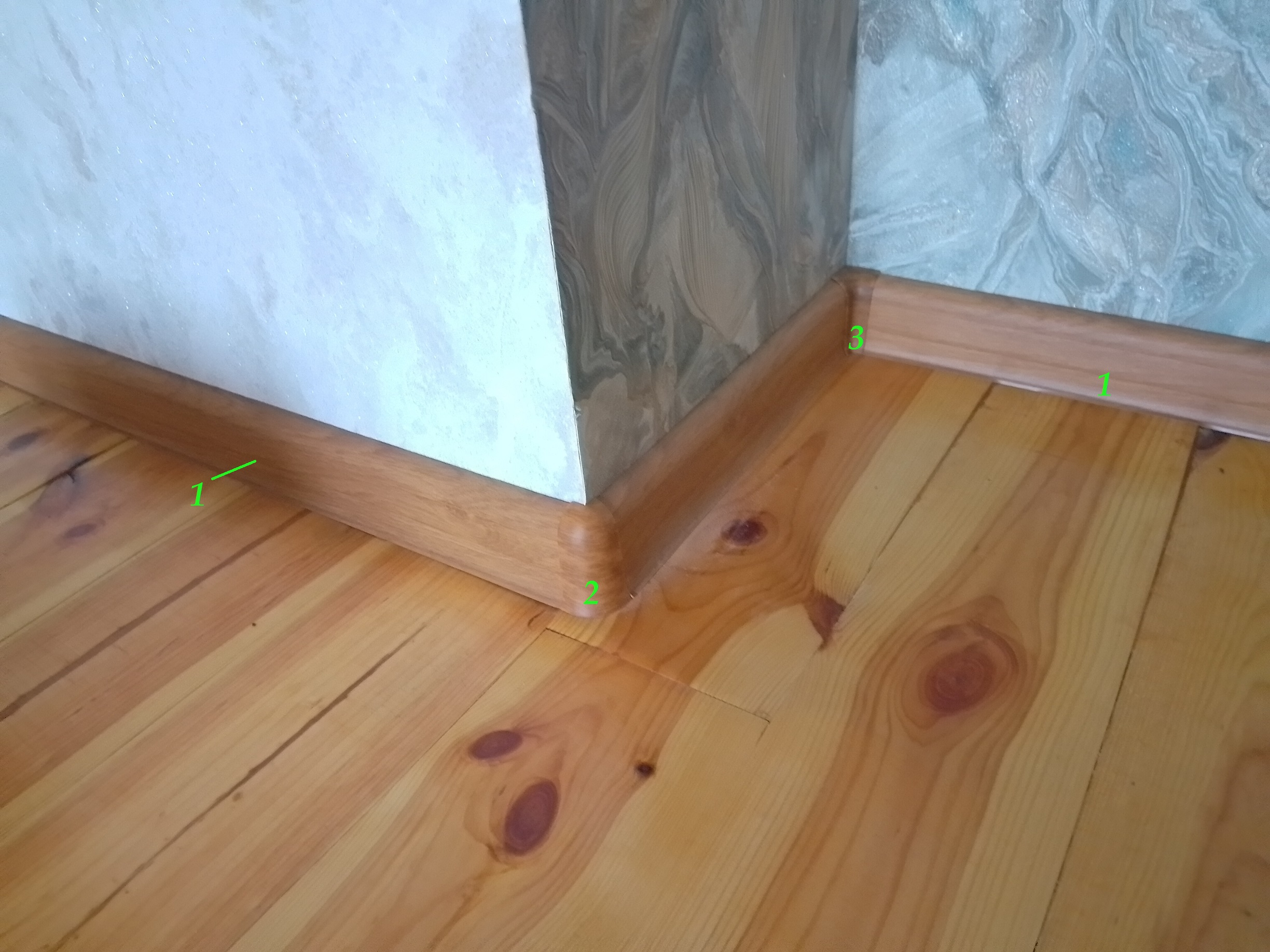
1 — Планка. 2 — Кут зовнішній. 3. — Кут внутрішній

### Пластиковий плінтус
Застосовується для будь-яких комбінацій матеріалів підлоги та стін.
Переваги
- імітує зовні будь-який інший декоративний матеріал; часто дорогі породи дерева.;
- легкий;
- не складно проводити монтаж;
- огинає дрібні нерівності підлоги, створюючи візуально ефект рівної горизонтальної лінії;
- легко ріжеться чи пиляється.

Недоліки
- ламкий (легко пошкоджується при необережному присуванні важких меблів);
- не бажано застосовувати в приміщеннях, де можливі впливи високих температур; виділяє їдкий дим при горінні.

Для роботи потрібно
- ніж канцелярський різати планку; зручно застосовувати болгарку з відрізним кругом по металу;
- олівець;
- шурупи та шурупокрут; за потреби (залежно від матеріалів стіни: бетон, цегла)  —  пластикові пробки під шурупи і перфоратор для просвердлювання отворів.

Особливості
- зовнішній кут випускається під 90 градусів; для оздоблення кута 135 градусів слід стандартний кут підпиляти і вирізати середнє ребро; таку "переробку", можливо, доведеться додатково клеїти на клей;
- внутрішній кут 135 градусів можна зімітувати з основної планки, також підклеївши вирізану деталь.

### Інші різновиди плінтусів
З МДФ
- має естетичний зовнішній вигляд;
- кріпиться на герметик чи клей;
- боїться впливу води і перепадів температур.

З алюмінію чи інших кольорових металів
- надає вишуканості при оздобленні;
- дорогий матеріал;
- певні складнощі монтажу;
- тьмяніє під впливом навколишнього середовища.